# Harpes d'Ur

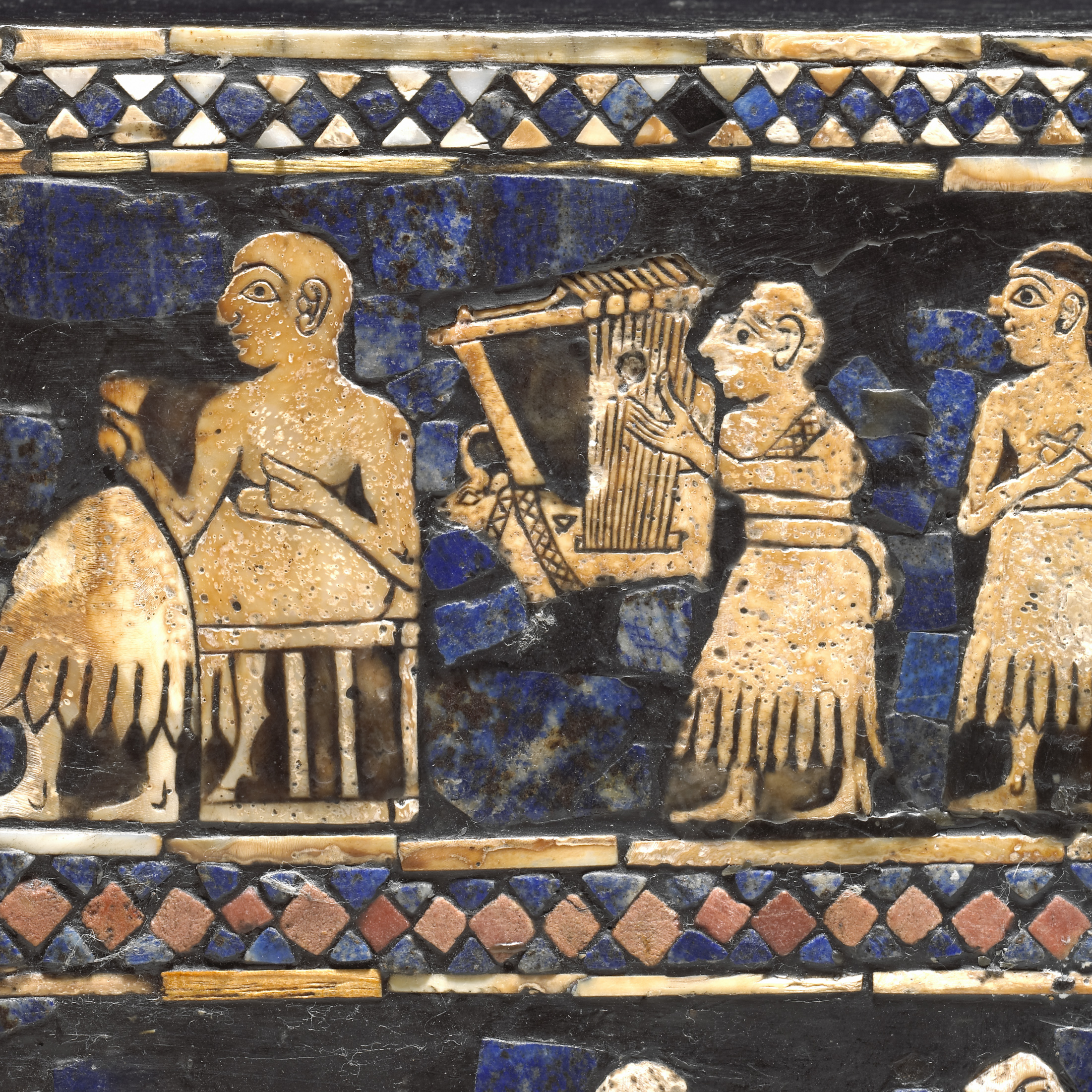
Représentation d'une lyre sur l'étendard d'Ur

Les harpes d'Ur (ou lyres d'Ur) sont les plus anciens instruments à cordes que connaisse l'historiographie à ce jour. Les fragments de deux lyres et de deux harpes ont été découverts lors de fouilles à Ur en Mésopotamie (actuel Irak) en 1929 par Leonard Woolley dans les excavations des tombes royales. Elles n'ont pas moins de 4 500 ans et datent de la Période des dynasties archaïques. Elles ont été restaurées et distribuées dans trois musées:
- Une harpe à tête de taureau, dite la « Harpe d'or », donnée par Woolley au musée archéologique de Bagdad, pratiquement détruite pendant la guerre d'Irak en 2003.
- Deux lyres dont l'une est en partie en argent en forme de bateau et l'autre à tête de taureau recouverte d'or et barbe de lapis-lazuli, appartenant au musée d'archéologie de l'université de Pennsylvanie.
- Une harpe à tête de taureau provenant de la tombe de la reine Puabi (découverte à côté d'un squelette d'une des dix jeunes filles sacrifiées pendant les funérailles), dite « Harpe de la reine », exposée au British Museum[2] et dont le bois a été reconstitué en 1970-1971.